# Рикаво (Фиренца)
Рикаво је насеље у Италији у округу Фиренца, региону Тоскана.
Према процени из 2011. у насељу је живело 7 становника. Насеље се налази на надморској висини од 267 м.